# 말레이시아 연방도 제277호선
말레이시아 연방도 제277호선(Malaysia Federal Route 277)은 말레이시아 크다주를 종단하는 연방도로, 이 도로의 원점은 신톡에 위치하고 있다.

## 주요 특징
대부분의 구간에서는 주로 JKR R5 표준에 근거하여 연방도 제277호선으로 건설된 상태이다. 다만 제한 속도는 최고 시속 90 km/h로 설정되어 있어, 이는 자동차 전용도로와 거의 동일시되는 수준에 이른다.

## 접촉하는 도로 및 연선 시설

### 도로
- 말레이시아 연방도 제284호선
- 남북대도 북단(영어판, 중국어판)
- 말레이시아 연방도 제276호선

### 연선
- 국립 우타라 말레이시아 대학교(영어판, 중국어판)